# Ole Hansen (politiker)
Ole Hansen, född 1855, död 1928, var en dansk politiker.
Hansen var hemmansägare och medlem av Sorø amtsråd 1895-1910 och Folketinget 1890-1909, samt blev i juli 1901 som den första bonden i Danmark jordbruksminister i Johan Henrik Deuntzers västerregering. Utan att vara någon särskild förmåga men saklig och politiskt användbar genomförde han talrika lantbrukslagar. År 1908 blev Hansen lantbrukssakkunnig direktör i Nationalbanken med nedlade samma år detta ämbete, på grund av sin nära vän och medarbetare Peter Adler Albertis fall. Som medlem av Landstinget 1914-28, som talman 1922-28 spelade Hansen åter en viktig roll.

## Utmärkelser
- Riddare av Dannebrogorden,  1902[1]
- Dannebrogsmännens hederstecken,  1903[1]
- Kommendör av Dannebrogorden,  1905[1]
- Kommendör av första graden av Dannebrogorden,  1908[1]

[Redigera Wikidata]